# Ялмар Шахт
Ялмар Горас Грілі Шахт (нім. Hjalmar Horace Greeley Schacht нім. вимова: [ˈjalmaʁ ˈʃaxt], 22 січня 1877, Тінглеф, Шлезвіг-Гольштейн — 3 червня 1970, Мюнхен) — німецький державний і фінансовий діяч, директор Національного Банку Німеччини (1916—1923), президент Рейхсбанку (1923—1930, 1933—1939), рейхсміністр економіки (1934—1937), рейхсміністр без портфеля (1937—1942).
Один з головних організаторів військової економіки нацистської Німеччини. Шахта судили в Нюрнберзі, але його виправдали, незважаючи на заперечення Радянського Союзу. Пізніше німецький трибунал з денацифікації засудив його до восьми років каторжних робіт, але вирок також був скасований після апеляції.

## Біографія
Народився 22 січня 1877 року в Тінглефе, Шлезвіг-Гольштейн (нині Тінгл, Данія). Батько — Вільгельм Людвіг Леонард Максиміліан Шахт, емігрував в США, отримав громадянство, але так і не зумівши по-справжньому стати на ноги через 7 років, в 1876 році, повернувся до Німеччини. Мати — уроджена Констанс Юстин Софі фон Еггерс, дочка данського барона.
Друге і третє ім'я Шахта є ім'ям і прізвищем ексцентричного американського журналіста і політика Гораса Ґрілі (безуспішного кандидата в президенти США). Перше ім'я, Ялмар — данського походження. Вивчав медицину в Кільському університеті, німецьку філологію в Берлінському університеті і політекономію в Мюнхенському університеті.
У 1899 отримав ступінь доктора філософії в галузі політичної економії в Кільському університеті, після чого продовжив вивчення економіки в Берліні у професора Густава Шмоллер.
Після закінчення навчання з 1903 року працював в «Dresdner Bank» (c 1908 року, — заступник директора). Під час Першої світової війни працював в економічному управлінні німецької окупаційної влади в Бельгії. Від військової служби Шахт був звільнений через сильну короткозорість.
У 1916 році очолив приватний Національний банк Німеччини (нім. Nationalbank für Deutschland) і в подальшому став його співвласником.
У листопаді 1918 взяв участь в створенні Німецької демократичної партії, з якої вийшов через кілька років через незгоду з позицією партії щодо питання експропріації майна аристократії, яку він оцінив як таку, що суперечить фундаментальному праві приватної власності.
З 22 грудня 1923 року — президент Рейхсбанку Німеччини. Провів ряд досить ефективних фінансово-економічних заходів, які зупинили гіперінфляцію і стабілізував курс марки.
У березні 1930 року пішов у відставку з поста президента Рейхсбанку (через незгоду зі змінами плану Юнга; роком раніше план був схвалений на референдумі). Потім складався головним німецьким представником американської фінансової корпорації Дж. П. Моргана.
З 1931 році надавав підтримку НСДАП, сприяв зближенню А. Гітлера з великими промисловцями і політиками, зокрема, через «Харцбургський фронт».
17 березня 1933 року, після перемоги Гітлера на парламентських виборах, Шахт знову очолив Рейхсбанк, замінивши на цій посаді Г. Лютера. У 1934 році Шахт встановив повний контроль над кредитною системою Німеччини, з 22 червня — рейхсміністр економіки.
30 вересня 1934 представив Гітлеру доповідь «Про хід роботи з економічної мобілізації», в якому зазначив, що на міністерство економіки покладено «економічну підготовку до війни».
21 травня 1935 призначений генеральним уповноваженим з військової економіки, йому доручено почати «економічну підготовку до війни». Керуючи одночасно і Міністерством економіки, і Рейхсбанком, використовував можливості гри курсами марки і векселями МЕФО для фінансування військової промисловості.
У вересні 1936 року, після призначення Г. Герінга керівником Управління по чотирирічного плану, Шахт був змушений поступитися ряд функцій з керівництва військовою економікою.
5 вересня 1937 року пішов у відпустку, а 26 листопада був замінений на посту міністра економіки В. Функом. За наполяганням Гітлера Шахт залишився в складі уряду як імперський міністр без портфеля і зберіг пост президента Рейхсбанку.
У 1938 році, після аншлюсу Австрії, керував ліквідацією Австрійського національного банку і включенням банківської системи Австрії в загальнонімецьку.
7 січня 1939 направив Гітлеру листа, де вказував на те, що курс уряду призведе до краху фінансової системи Німеччини і гіперінфляції, і вимагав передачі контролю за фінансами в руки Імперського міністерства фінансів та Рейхсбанка.
У вересні 1939 різко виступив проти вторгнення в Польщу.
Шахт негативно ставився до війни з СРСР, вважаючи, що Німеччина програє війну з економічних причин.
30 листопада 1941 направив Гітлеру різкого листа з критикою режиму.
22 січня 1942 пішов в відставку з поста рейхсміністра.
Шахт мав контакти з змовниками проти режиму Гітлера, хоча сам і не був учасником змови. 21 липня 1944 після провалу Липневого замаху на Гітлера, Шахт був заарештований і був ув'язнений в концтаборах Равенсбрюк, Флоссенбюрг і Дахау.
В травні 1945 року звільнений союзниками, але одразу заарештований американськими військовими в Пустерталі. Був притягнутий до Нюрнберзького процесу, 1 жовтня 1946 був виправданий. Потім затриманий в Вюртемберзі, в квітні 1947 року німецькими судами по денацифікації засуджений до 8 років каторжних робіт.
По апеляції виправданий і 2 вересня 1948 звільнений. Потім працював в банківській сфері Німеччини, заснував і очолив банківський дім «Schacht GmbH» (Дюссельдорф).
3 червня 1970 помер в Мюнхені.

## Нагороди
- Залізний хрест 2-го класу для некомбатантів
- Почесний хрест ветерана війни
- Золотий партійний знак НСДАП